# Frank Domahs
Frank Domahs (* 1967 in Neubrandenburg) ist ein  deutscher Sprachwissenschaftler.

## Leben
Er erwarb 1998 an der Universität Potsdam das Diplom in Allgemeiner Sprachwissenschaft (Patholinguistik). Nach einer Tätigkeit als Sprachtherapeut in der Neurorehabilitation war er an der Leopold-Franzens-Universität Innsbruck (jetzt Medizinische Universität Innsbruck), der RWTH Aachen und der Philipps-Universität Marburg in Forschung und Lehre tätig. Seit 2019 ist er Professor für Angewandte Linguistik/Psycholinguistik an der Universität Erfurt.
Er promovierte 2006 in Potsdam bei Ria De Bleser und Margarete Delazer in Kognitionswissenschaft. Die Habilitation erfolgte 2011, ebenfalls in Potsdam, in Kognitionswissenschaft.

## Forschungsschwerpunkte
- Schriftsprachverarbeitung (Lesen und Schreiben), Erwerb und Störungen
- prosodische Verarbeitung
- morphologische und lexikalische Verarbeitung
- erworbene Sprachstörungen (Aphasie): Beschreibung, Diagnostik und Therapie
- numerische Kognition und Akalkulie

## Publikationen (Auswahl)
- mit Tanja Grewe, Annette Baumgärtner, Stefanie Bruehl, Ralf Glindemann, Frank Regenbrecht, Klaus-Jürgen Schlenck und Marion Thomas (Hrsg.):  ESKOPA-TM. Evidenzbasierte sprachsystematische und kommunikativ-pragmatische Aphasietherapie : Leitfaden für die intensive Sprachtherapie mit Menschen mit Aphasie. Göttingen 2020, OCLC 1159681456.
- Domahs, F., Blessing, K., Kauschke, C. & Domahs, U. (2016). Bono Bo and Fla Mingo: Reflections of speech prosody in German second graders’ writing to dictation. Frontiers in Psychology 7: 856.
- Röttger, T.B. & Domahs, F. (2015). Grammatical Number Elicits SNARC and MARC Effects as a Function of Task Demands. The Quarterly Journal of Experimental Psychology, 68 (6), 1231–1248.
- Domahs, F., Grande, M., Huber, W. & Domahs, U. (2014). The direction of word stress assignment in German: Evidence from a working memory paradigm. Frontiers in Psychology, 5: 574.
- Domahs, U., Klein, E., Huber, W. & Domahs, F. (2013). Good, bad and ugly word stress – fMRI evidence for foot structure driven processing of prosodic violations. Brain and Language, 125 (3), 272–282.
- Domahs, F., Nagels, A., Domahs, U., Whitney, C., Wiese, R. & Kircher, T. (2012). Where the mass counts: Common cortical activation for different kinds of non-singularity. Journal of Cognitive Neuroscience, 24 (4), 915–932.
- Domahs, F., Moeller, K., Huber, S., Willmes, K. & Nuerk, H.C. (2010). Embodied numerosity: Implicit hand-based representations influence symbolic number processing across cultures. Cognition, 116, 251–266.
- Domahs, F., Krinzinger, H. & Willmes, K. (2008). Mind the gap between both hands: Evidence for internal finger-based number representations in children’s mental calculation. Cortex, 44, 359–367.
- Janßen, U. & Domahs, F. (2008). Going on with optimized feet: Evidence for the interaction between segmental and metrical structure from a case of Primary Progressive Aphasia. Aphasiology, 22 (11), 1157–1175.
- Domahs, F., Domahs, U., Schlesewsky, M., Ratinckx, E., Verguts, T., Willmes, K. & Nuerk, H.C. (2007). Neighborhood consistency in mental arithmetic: behavioral and ERP- evidence. Behavioral and Brain Functions, 3, 66.
- Domahs, F., Delazer, M. & Nuerk, H.C. (2006). What makes multiplication facts difficult: Problem size or neighbourhood consistency? Experimental Psychology, 53 (4), 275–282.